# Spiritualisme
Spiritualisme er en filosofisk lære, som bygger på opfattelsen af, at det er muligt at kommunikere med de afdøde. Spiritualismen er en specifik filosofisk retning og må ikke forveksles med den moderne spiritualitet i almindelighed, men den har til gengæld lighedstræk med spiritismen.

## Hovedtræk og historie
Spiritualisme er en moderne filosofisk retning, der hævder eksistensen af en åndelig eller ikke-materiel verden og understreger vigtigheden af at forbinde sig med eller kommunikere med denne verden, ofte gennem forskellige praksisser eller oplevelser. Grundtankerne er, at der er et liv efter døden og en Gud, og at den dødes ånd kan kontaktes gennem medier efter døden.
Spiritualisme er ikke et monolitisk trossystem; den omfatter en bred vifte af overbevisninger og praksisser. Nogle mennesker kan identificere sig som spiritualister, men ikke religiøse, mens andre kan integrere spiritualisme i deres religiøse overbevisning. Det er vigtigt at bemærke, at spiritualisme er et mangfoldigt og individualistisk trossystem, og folk, der identificerer sig som spiritualister, kan have forskellige overbevisninger og praksisser. Nogle kan være dybt involveret i spiritualistiske fællesskaber, mens andre kan inkorporere spiritualistiske ideer i deres personlige trossystemer uden formelt tilhørsforhold.
I moderne tid betragter spiritualismen sig selv som en filosofi, der især kan føres tilbage til den svenske filosof Emmanuel Swedenborg. Selv om hans skrifter var forud for den moderne spiritualistiske bevægelse, påvirkede Swedenborgs skrifter om mystiske oplevelser og kommunikation med åndeverdenen senere tankegang. Han hævdede at have direkte kontakt med ånder og dokumenterede sine oplevelser i talrige værker. Spiritualisme vandt frem i det 19. århundrede, især i Europa og USA, som et svar på den voksende interesse for at kommunikere med de afdøde. Det var forbundet med seancer, medier og troen på muligheden for at kontakte åndeverdenen.
I spiritualismens historie har flere vigtige skikkelser spillet væsentlige roller i populariseringen og formningen af bevægelsen. Særligt vigtige var Fox-søstrene Margaret, Kate og Leah Fox. I midten af det 19. århundrede opnåede Fox-søstrene, især Margaret og Kate, berømmelse som katalysatorerne for den moderne spiritualistiske bevægelse. De hævdede at kommunikere med ånder gennem en række mystiske midler. Deres offentlige demonstrationer i Hydesville, New York, markerede begyndelsen på den spiritualistiske bevægelse i USA. Sir Arthur Conan Doyle, den berømte forfatter til Sherlock Holmes-detektivhistorierne, var også en varm tilhænger af spiritualisme. Han skrev meget om emnet og var involveret i at fremme spiritualistiske aktiviteter og efterforske påståede medier.
Spiritualismen påvirkede blandt andet grundlæggelsen af Teosofien. Spiritualismen har stadig betydning i den vestlige verden og herunder i Danmark i Dansk Spirituel Sammenslutning.

## Centrale ideer

### Kommunikation med åndeverdenen
En af spiritualismens centrale principper er troen på evnen til at kommunikere med ånder eller væsner fra efterlivet. Medier, dvs. individer med en påstået evne til at bygge bro mellem de fysiske og åndelige områder, spiller ofte en central rolle i disse kommunikationer. Disse interaktioner kan involvere at modtage beskeder fra afdøde, åndelige guider eller andre væsner.

### Tro på et liv efter døden
Spiritualister tror typisk på en form for et liv efter døden, hvor sjælen eller ånden fortsætter med at eksistere efter den fysiske krop dør. Denne tro går ofte hånd i hånd med ideen om, at efterlivet er et rige, hvor vækst, læring og åndelig udvikling kan forekomme.

### Healing og energiarbejde
Nogle spirituelle praksisser og traditioner involverer brugen af energihealingsteknikker, såsom Reiki eller krystalhealing, for at fremme fysisk, følelsesmæssigt og spirituelt velvære. Disse praksisser fokuserer ofte på at balancere og harmonisere ens energicentre eller chakraer.

### Meditation og Mindfulness
Spiritualisme tilskynder ofte til meditation og mindfulness-praksis for at forbinde med ens indre selv, få indsigt og opnå åndelig vækst. Disse praksisser kan variere meget i form og teknik.

#### Universelle åndelige sandheder
Mange spiritualister tror på eksistensen af universelle åndelige sandheder eller principper, der overskrider religiøse eller kulturelle grænser. Disse principper kredser ofte om begreber som kærlighed, medfølelse og alt livs indbyrdes forbundethed.